# Krasny Jar (kraj Kamtsjatka)
Krasny Jar (Russisch: Красный-Яр) is een opgeheven plaats in het district Oest-Kamtsjatski van de Russische kraj Kamtsjatka. De overblijfselen van de voormalige plaats bevinden zich aan de westoever van de rivier de Kamtsjatka (op 181 kilometer van haar monding), op ongeveer 37,5 kilometer ten westen van Kljoetsji en 25 kilometer ten noordoosten van Majskoje en was vernoemd naar de rode kleilagen op de oevers van de Kamtsjatkarivier bij de voormalige plaats. Vlakbij ligt het Krasnojemeer (oppervlakte ongeveer 0,6 km²) en aan de andere zijde van de Kamtsjatka stroomt de Krasnojerivier in.
De plaats ontstond in 1926. Volgens de oorspronkelijke plannen moesten hier 300 houthakkergezinnen naartoe zijn verhuisd in 1931, maar dit plan werd nooit uitgevoerd. Het dorp ontstond doordat de inwoners van het dorpje Kresty, dat zoals zo vaak veel te dicht bij de oever van de rivier was gebouwd en dus vaak ten prooi viel aan overstromingen, op zoek naar een nieuwe plek moesten en deze plek op hun verzoek kregen aangewezen van het bestuur van het district. Hun huizen werden per tractor vanuit Kresty (10 kilometer noordoostelijker) naar Krasny Jar vervoerd. Er werd een kolchoz opgezet waar de inwoners sla, aardappelen en tuingroenten verbouwden en vee hielden. In de jaren 50 werd in de buurt van de plaats gewerkt aan de openstelling van het testgebied Koera, waarbij de werkzaamheden meerdere malen werden gadegeslagen door Amerikaanse spionagevliegtuigen.
De plaats werd opgeheven in 1968 als gevolg van het concentratiebeleid van die tijd, waarbij de inwoners vertrokken naar de rondom liggende plaatsen Majskoje, Kljoetsji en Kozyrjovsk. Begin jaren 90 werd door een groep boeren tevergeefs geprobeerd om hier een bestaan op te bouwen. Hun grootschalige plannen bleken niet uitvoerbaar. Sindsdien liggen de landbouwwerktuigen weg te roesten in de verlaten plaats. Het leger voert er nu soms militaire oefeningen uit.